# Edward Moore (roddare)
Edward Peerman "Ed" Moore, född 20 oktober 1897 i Ringgold, död 9 februari 1968 i Middleburg, var en amerikansk roddare.
Moore blev olympisk guldmedaljör i åtta med styrman vid sommarspelen 1920 i Antwerpen.